# Ivica Barbarić
Ivica Barbarić (født 23. februar 1962) er en kroatisk fodboldspiller.

## Jugoslaviens fodboldlandshold
| Jugoslaviens landshold | Jugoslaviens landshold | Jugoslaviens landshold |
| År                     | Kmp                    | Mål                    |
| ---------------------- | ---------------------- | ---------------------- |
| 1988                   | 1                      | 0                      |
| Total                  | 1                      | 0                      |